# Xyletinus vaederoeensis
Xyletinus vaederoeensis är en skalbaggsart som beskrevs av Stig Lundberg 1969. Xyletinus vaederoeensis ingår i släktet Xyletinus, och familjen trägnagare. Enligt den svenska rödlistan är arten sårbar i Sverige. Arten förekommer i Götaland, Öland och Svealand. Artens livsmiljö är skogslandskap, jordbrukslandskap.